# Zamknięty świat
Zamknięty świat (tyt. oryg. The World Inside) – powieść fantastycznonaukowa amerykańskiego pisarza Roberta Silverberga.

## Treść
Akcja toczy się w dalekiej przyszłości. Jest rok 2381, licząca wiele miliardów ludność Ziemi żyje w gigantycznych Monadach - wielokilometrowej wysokości budowlach podzielonych na miliony maleńkich komórek mieszkalnych. Powieść ukazuje kilka typów psychologicznych na przykładzie pojedynczych osobników zamieszkujących jedną z Monad. Pokazuje jaki wpływ na psychikę ludzką ma przebywanie w zamkniętej przestrzeni przy konieczności poddawaniu się surowym rygorom.